# Nototriche stipularis
Nototriche stipularis är en malvaväxtart som först beskrevs av Rodolfo Amando Philippi, och fick sitt nu gällande namn av A. Marticorena Garri. Nototriche stipularis ingår i släktet Nototriche och familjen malvaväxter. Inga underarter finns listade i Catalogue of Life.